# Stacy Roest
Stacy Roest (Lethbridge, 15 marzo 1974) è un ex hockeista su ghiaccio canadese.

## Carriera
Roest esordì nelle leghe giovanili nel 1990 con la maglia dei Medicine Hat Tigers, squadra della Western Hockey League. Nonostante cinque stagioni disputate in WHL non fu scelto al Draft da nessuna franchigia della NHL. Nel 1995 da free agent entrò nell'organizzazione dei Detroit Red Wings, e fu mandato a giocare presso il farm team in American Hockey League degli Adirondack Red Wings.
Nel corso della stagione 1998-99 Roest fece il suo esordio in National Hockey League. Dopo 101 gare con la maglia dei Red Wings nell'estate del 2000 tramite l'Expansion Draft andò a vestire la maglia dei Minnesota Wild. Dopo due stagioni con 48 punti in 134 presenze nel 2002 ritornò ai Red Wings, giocando tuttavia la maggior parte dell'anno in AHL con la squadra affiliata dei Grand Rapids Griffins.
In vista della stagione 2003-2004 Stacy Roest si trasferì in Svizzera con andare a giocare in Lega Nazionale A per i Rapperswil-Jona Lakers. Per otto delle nove stagioni di permanenza fu il miglior marcatore della propria squadra e fu spesso scelto dal Team Canada per giocare la Coppa Spengler. Roest concluse la propria carriera agonistica a 38 anni nell'aprile del 2012, dopo 480 punti ottenuti in 464 gare di LNA. Nel 2006 era stato convocato per giocare il campionato mondiale di hockey ma non scese mai sul ghiaccio.

## Palmarès

### Individuale
- AHL All-Star Classic: 1

1998
- Coppa Spengler All-Star Team: 1

2003
- Maggior numero di assist in LNA: 1

2010-2011 (39 assist)